# Gyarmathy Lívia
Gyarmathy Lívia (Budapest, 1932. január 8. – Budapest, 2022. május 25.) Kossuth- és Balázs Béla-díjas magyar filmrendező, érdemes és kiváló művész. Férje Böszörményi Géza Kossuth-díjas filmrendező.

## Életpályája
Gyarmathy Dezső és Mayr Emma gyermekeként született. Elvégezvén az ELTE természettudományi karának vegyész szakát, kezdetben a Kispesti Textilgyárban volt vegyészmérnök. 1965-ben diplomázott a Színház- és Filmművészeti Főiskola rendező szakán Herskó János osztályában. 

### Munkássága
Diplomamunkája az 58 másodperc (1964) című dokumentumfilm volt, amelyben egy versenyben alulmaradt sportolót mutatott be. 1964 óta a Mafilm rendezője. Első játékfilmjét 1968-ban készítette Ismeri a szandi mandit? címmel. 1968-ban Üzenet című dokumentumfilmje kategóriadíjat kapott a miskolci fesztiválon. 
1987-ben portréfilmet készített Faludy Györgyről. Recsk 1950–1953 címmel 1988-ban készítette el az egykori munkatáborról és lakóiról szóló dokumentumfilmet. 1996-ban elkészült a téma játékfilmes feldolgozása Szökés címmel. Megvalósításában férje, Böszörményi Géza segítette, aki a recski tábor internáltja volt. 
Az Európai Filmakadémia tagja volt.

### Halála és temetése
90 éves korában, hosszú, méltósággal és türelemmel viselt betegség után hunyt el 2022. május 25-én. A Magyar Filmművészek Szövetsége saját halottjának tekinti. 2022. június 16-án kísérték utolsó útjára a Farkasréti temetőben.

## Filmjei

### Filmrendezőként
- A nyomda (1962)
- Hajnali részegség (1963)
- Éjszakai műszak (1963)
- Egy óra magánélet (1964)
- 58 másodperc (1964) (forgatókönyvíró is)
- Üzenet (1967) (forgatókönyvíró is)
- Ismeri a szandi mandit? (1969)
- Tisztelt cím! (1972)
- Álljon meg a menet! (1973) (forgatókönyvíró is)
- Magányosok klubja (1976)
- Kilencedik emelet (1977)
- Minden szerdán (1979) (forgatókönyvíró is)
- Koportos (1979)
- Együttélés (1982) (forgatókönyvíró is)
- Egy kicsit én, egy kicsit te (1984)
- Vakvilágban (1986) (forgatókönyvíró is)
- Faludy György, költő (1987)
- Recsk 1950-53 – Egy titkos kényszermunkatábor története (1988)
- "Hol zsarnokság van" (Egy bíró visszaemlékezései) (1989)
- A csalás gyönyöre (1992) (forgatókönyvíró is)
- A lépcső (1994)
- Szökés (1996)
- A mi gólyánk (1997-1998)
- Táncrend (2003) (forgatókönyvíró is)
- Kis halak… nagy halak… (2008) (forgatókönyvíró is)
- A tér (2013) (operatőr is)

### Forgatókönyvíróként
- Illetlen fotók (1970)
- Madárkák (1971) (rendezőasszisztens is)
- Autók és emberek (1973)
- Autó (1975)
- Az utolsó tánctanár (1975)

### Rendezőasszisztensként
- Igen (1964)
- Húsz óra (1965)
- Ünnepnapok (1967)

### Producerként
- Mélyen őrzött titkok (2004)

### Egyéb munkái
- Szívzűr (1982)
- Laura (1987)

## Díjai, elismerései
- SZOT-díj (1974)
- krakkói Ezüst Sárkány-díj (1972, 2003)
- Balázs Béla-díj (1978)
- Karlovy Vary-i CIDALC-díj (1980)
- a filmszemle díja (1985, 1995, 1999)
- Karlovy Vary-i különdíj (1986)
- Érdemes művész (1987)
- Alföld-díj (1988)
- a filmszemle fődíja (1989)
- Európai Filmdíj (Felix-díj) (1989, 2000)
- Kiváló művész (1990)
- Nagy Imre-díj (1990)
- a Magyar Művészetért Alapítvány díja (1991)
- Egon Erwin Kisch-díj (1995)
- az isztambuli fesztivál legjobb rendezés díja (1998)
- Kossuth-díj (megosztott) (2000)
- Magyar Örökség díj (2001)
- Milleniumi Díj (2001)
- Magyar Mozgókép Mestere (2004)
- A filmkritikusok életműdíja (2008)
- CineFest Miskolci Nemzetközi Filmfesztivál életműdíja (2008)
- Budapest International Documentary Festival életműdíja (2015)

## Származása
| Gyarmathy Lívia (Budapest, 1932. jan. 8.– 2022. máj. 25.) | Apja: Gyarmathy/Gyarmati Dezső (Bélapátfalva, 1899. nov. 24. – 1981) porcelán esztergályos | Apai nagyapja: Gyarmathy Gyula (Bogád, 1863. febr. 25. – ?)                                             | Apai nagyapai dédapja: Gyarmathy József tanító |
| Gyarmathy Lívia (Budapest, 1932. jan. 8.– 2022. máj. 25.) | Apja: Gyarmathy/Gyarmati Dezső (Bélapátfalva, 1899. nov. 24. – 1981) porcelán esztergályos | Apai nagyapja: Gyarmathy Gyula (Bogád, 1863. febr. 25. – ?)                                             | Apai nagyapai dédanyja: Répka Anna             |
| Gyarmathy Lívia (Budapest, 1932. jan. 8.– 2022. máj. 25.) | Apja: Gyarmathy/Gyarmati Dezső (Bélapátfalva, 1899. nov. 24. – 1981) porcelán esztergályos | Apai nagyanyja: Zsemle Magdolna (Galgóc, 1866. aug. 25. – ?)                                            | Apai nagyanyai dédapja: Zsemle József          |
| Gyarmathy Lívia (Budapest, 1932. jan. 8.– 2022. máj. 25.) | Apja: Gyarmathy/Gyarmati Dezső (Bélapátfalva, 1899. nov. 24. – 1981) porcelán esztergályos | Apai nagyanyja: Zsemle Magdolna (Galgóc, 1866. aug. 25. – ?)                                            | Apai nagyanyai dédanyja: Ricsicza Ilona        |
| Gyarmathy Lívia (Budapest, 1932. jan. 8.– 2022. máj. 25.) | Anyja: Mayr Emma (Budapest, 1904. szept. 26. – ?)                                          | Anyai nagyapja: Mayr Alajos György (Ramingstein, 1872. ápr. 22.– Budapest, 1931. márc. 1.) malátamester | Anyai nagyapai dédapja: Mayr Lukács            |
| Gyarmathy Lívia (Budapest, 1932. jan. 8.– 2022. máj. 25.) | Anyja: Mayr Emma (Budapest, 1904. szept. 26. – ?)                                          | Anyai nagyapja: Mayr Alajos György (Ramingstein, 1872. ápr. 22.– Budapest, 1931. márc. 1.) malátamester | Anyai nagyapai dédanyja: Fuchs Mária           |
| Gyarmathy Lívia (Budapest, 1932. jan. 8.– 2022. máj. 25.) | Anyja: Mayr Emma (Budapest, 1904. szept. 26. – ?)                                          | Anyai nagyanyja: Samoday Mária (Budapest, 1881. nov. 7. – ?)                                            | Anyai nagyanyai dédapja: Samoday Géza          |
| Gyarmathy Lívia (Budapest, 1932. jan. 8.– 2022. máj. 25.) | Anyja: Mayr Emma (Budapest, 1904. szept. 26. – ?)                                          | Anyai nagyanyja: Samoday Mária (Budapest, 1881. nov. 7. – ?)                                            | Anyai nagyanyai dédanyja: Jancsik Ilona        |